# Icheon (métro de Séoul)
Icheon (hangeul : 이천 ; hanja : 利川) est une station de passage de la ligne Gyeonggang du métro de Séoul. Elle est située au 1063 Iseopdaecheon-ro, canton Sindun-myeon de la ville Gwangju-si, sur le territoire de la province Gyeonggi-do, au sud-est de Séoul, en Corée du Sud.
Ouverte en 2016, la station est desservie par les rames omnibus qui circulent sur la ligne Gyeonggang.

## Situation sur le réseau

Plan du réseau (2023)

La station, établie en aérien, Icheon est une station de passage de la ligne Gyeonggang du métro de Séoul : elle est située entre la station Sindundoyechon, en direction du terminus nord Pangyo, et la station Bubal en direction du terminus sud-est Yeoju.

## Histoire
La station Icheon est mise en service le 24 septembre 2016, lors de l'ouverture à l'exploitation de la ligne Gyeonggang,.

## Services aux voyageurs

### Accès et accueil
Établie au 1063 Iseopdaecheon-ro, canton Sindun-myeon, elle dispose d'un seul accès. Elle est organisée avec deux quais latéraux encadrant les deux voies de la ligne. Comme les autres stations elle est équipée d'une billetterie par automates pour les titres de transports.

Installations
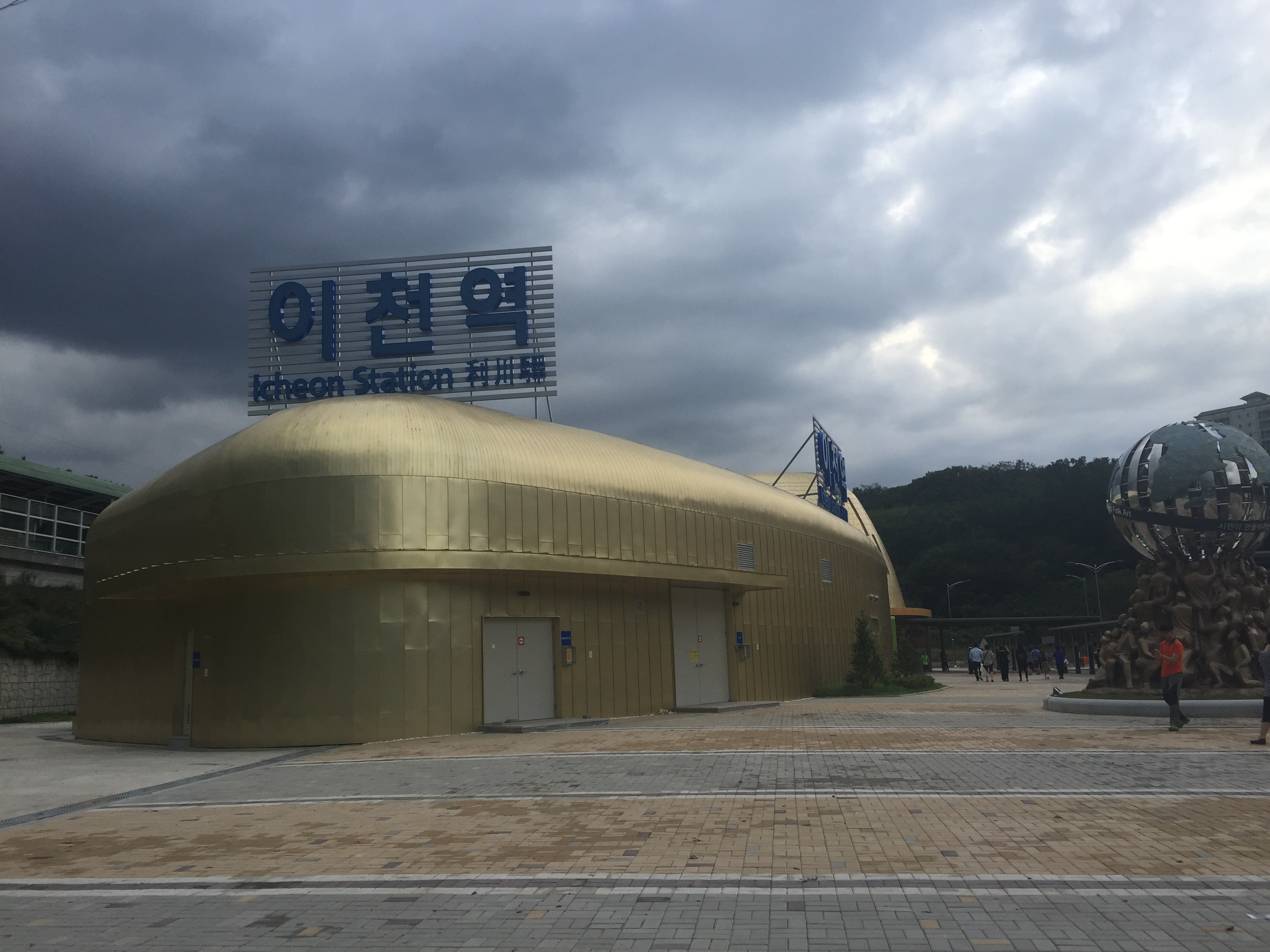
En 2016.
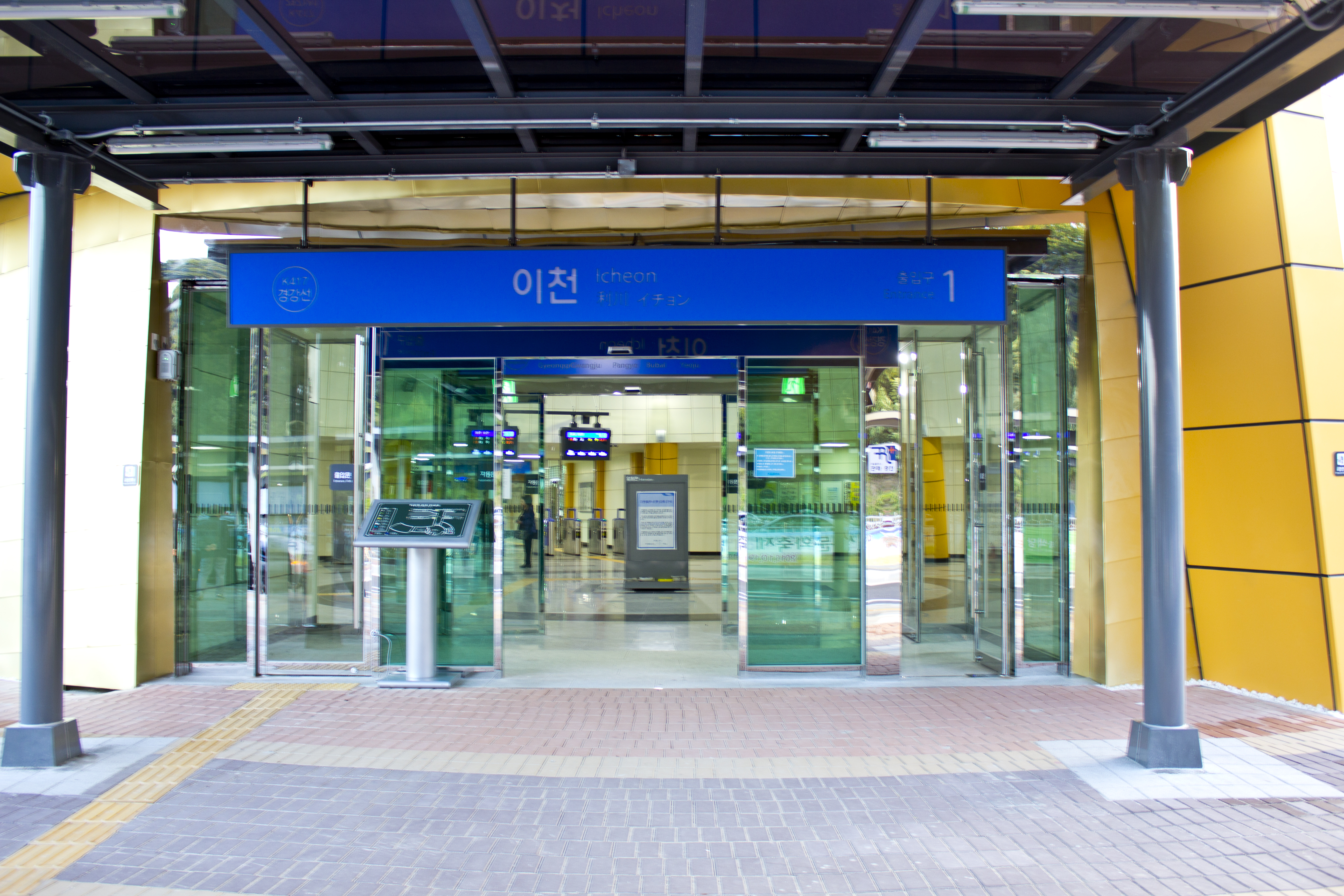
En 2016.
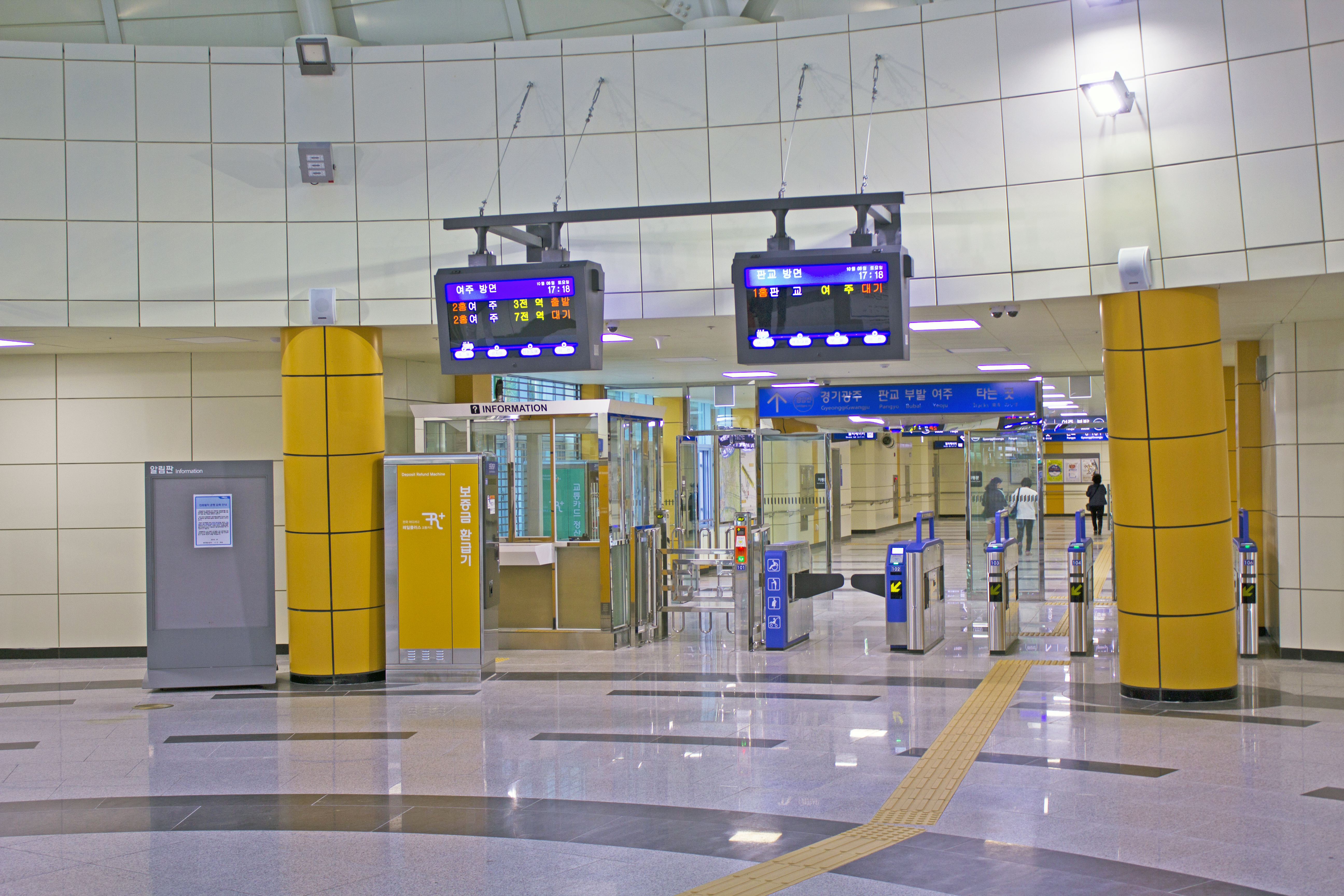
En 2016.

### Desserte
Icheon est desservie par les rames omnibus qui circulent sur la ligne. Les quais sont équipés de portes palières.

### Intermodalité
Des arrêts de bus sont situés à proximité.